# ルイ1世 (ヌヴェール伯)
ルイ1世（フランス語: Louis I, 1272年 - 1322年7月22日）は、ヌヴェール伯（在位：1280年 - 1322年）、また妻の権利によりルテル伯（在位：1290年 - 1322年）。

## 生涯
ルイ1世はフランドル伯ロベール3世とヌヴェール女伯ヨランド2世の間の息子である。両親よりヌヴェール伯位を継承した。1290年12月、ルイはルテル女伯ジャンヌ（ルテル伯ユーグ4世の娘）と結婚し、ルテル伯領の共同統治者となった。2人の間には2子がいる。
- ジャンヌ（1295年頃 -1374年） - ジャン・ド・モンフォールと結婚
- ルイ1世（1304年頃 - 1346年） - フランドル伯（1322年 - 1346年）[3]

ルイはフランドル伯位を継承することなく、1322年にパリで父に先立って死去した。